# Гмирянська сільська рада
Гми́рянська сільська́ ра́да — адміністративно-територіальна одиниця та орган місцевого самоврядування в Ічнянському районі Чернігівської області. Адміністративний центр — село Гмирянка.

## Загальні відомості
- Територія ради: 57,211 км²
- Населення ради: 976 осіб (станом на 2001 рік)

Гмирянська сільська рада зареєстрована 1930 року. Стала однією з 27-ти сільських рад Ічнянського району і одна з 8-ми, яка складається з одного населеного пункту.
На території сільради діє Гмирянська ЗОШ І-ІІІ ст. та Гмирянський ДНЗ.

## Населені пункти
Сільській раді були підпорядковані населені пункти:
- с. Гмирянка

## Склад ради
Рада складалася з 12 депутатів та голови.
- Голова ради: Сорокун Володимир Миколайович
- Секретар ради: Будика Людмила Олексіївна

### Керівний склад попередніх скликань
| Прізвище, ім'я, по батькові   | Основні відомості                                                         | Дата обрання | Дата звільнення |
| ----------------------------- | ------------------------------------------------------------------------- | ------------ | --------------- |
| Сорокун Володимир Миколайович | Сільський голова, 1956 року народження, освіта вища, безпартійний         | 26.03.2006   | 31.10.2010      |
| Сорокун Володимир Миколайович | Сільський голова, 1956 року народження, освіта вища, член Партії регіонів | 31.10.2010   |                 |

Примітка: таблиця складена за даними сайту Верховної Ради України

### Депутати
За результатами місцевих виборів 2010 року депутатами ради стали:

#### За суб'єктами висування
| Суб'єкт висування | Кількість обраних депутатів | %    |
| ----------------- | --------------------------- | ---- |
| Народна партія    | 7                           | 58,3 |
| Партія регіонів   | 5                           | 41,7 |

#### За округами
| № округу        | Прізвище, ім'я, по батькові    | Дата визнання обраним | Освіта  | Партійна приналежність | Відомості про обраного депутата                     |
| --------------- | ------------------------------ | --------------------- | ------- | ---------------------- | --------------------------------------------------- |
| Народна Партія  |                                |                       |         |                        |                                                     |
| 1               | Воронько Олег Миколайович      | 01.11.2010            | середня | позапартійний          | СТОВ «Колос», механізатор                           |
| 2               | Новик Валерій Євгенійович      | 01.11.2010            | середня | позапартійний          | СТОВ «Колос», гол.агроном                           |
| 3               | Левченко Тетяна Яківна         | 01.11.2010            | вища    | позапартійна           | Гмирянська загальноосвітня школа І-ІІІ ст., вчитель |
| 5               | Коваленко Людмила Миколаївна   | 01.11.2010            | вища    | позапартійна           | Гмирянська загальноосвітня школа І-ІІІ ст., вчитель |
| 9               | Кубрак Валентина Олександрівна | 01.11.2010            | середня | позапартійна           | СТОВ «Колос», головний бух.                         |
| 11              | Селюх Віктор Олександрович     | 01.11.2010            | середня | позапартійний          | пенсіонер                                           |
| 12              | Липовець Ганна Іванівна        | 01.11.2010            | вища    | позапартійна           | Гмирянська загальноосвітня школа І-ІІІ ст., вчитель |
| Партія регіонів |                                |                       |         |                        |                                                     |
| 4               | Будика Людмила Олексіївна      | 01.11.2010            | середня | член Партії регіонів   | Гмирянська сільська рада, секретар                  |
| 6               | Діброва Володимир Миколайович  | 01.11.2010            | середня | позапартійний          | Гмирянська лікарська амбулаторія, фельдшер          |
| 7               | Бутко Лариса Анатоліївна       | 01.11.2010            | середня | член Партії регіонів   | Гмирянське відділення зв'язку, начальник            |
| 8               | Воронько Наталія Миколаївна    | 01.11.2010            | середня | член Партії регіонів   | Гмирянське відділення зв'язку, листоноша            |
| 10              | Гриб Наталія Петрівна          | 01.11.2010            | вища    | член Партії регіонів   | дитсадок, працівник                                 |